# New Orleans VooDoo
I New Orleans VooDoo sono una squadra di Arena Football League con sede a New Orleans, Louisiana. La squadra è stata fondata nel 2004.